# ヘプタペンタコンタン
| ヘプタペンタコンタン | ヘプタペンタコンタン |
| -------------------- | -------------------- |
| CH3(CH2)55CH3        |                      |
| IUPAC名              | ヘプタペンタコンタン |
| 分子式               | C57H116              |
| 分子量               | 801.5309             |
| CAS登録番号          | 5856-67-7            |

ヘプタペンタコンタン (Heptapentacontane) とは、直鎖状のアルカンの1種。炭素原子が57個、分岐することなく一列に連なっている。分子式はC57H116。分子量は801.5309。